# Record d'Europe de natation dames du 4 × 200 mètres nage libre
Évolution du record d'Europe du 4 × 200 m nage libre dames en bassin de 50 et de 25 mètres.

## Bassin de 50 mètres
| Temps            | Laps          | Athlète                 | Naissance | Âge | Nationalité        | Compétition               | Lieu       | Date            |
| ---------------- | ------------- | ----------------------- | --------- | --- | ------------------ | ------------------------- | ---------- | --------------- |
| 7 min 55 s 47 RM |               |                         |           |     | Allemagne de l'Est | Championnats d'Europe     | Strasbourg | 18 août 1987    |
|                  | 2 min 00 s 23 | Manuela Stellmach       | 1970      | 17  |                    |                           |            |                 |
|                  | 1 min 58 s 90 | Astrid Strauss          | 1968      | 19  |                    |                           |            |                 |
|                  | 1 min 58 s 73 | Anke Mohring            | 1969      | 18  |                    |                           |            |                 |
|                  | 1 min 57 s 61 | Heike Friedrich         | 1970      | 17  |                    |                           |            |                 |
| 7 min 50 s 82 RM |               |                         |           |     | Allemagne          | Championnats d'Europe     | Budapest   | 3 août 2006     |
|                  | 1 min 59 s 14 | Petra Dallmann          | 1978      | 28  |                    |                           |            |                 |
|                  | 1 min 58 s 27 | Daniela Samulski        | 1984      | 22  |                    |                           |            |                 |
|                  | 1 min 57 s 77 | Britta Steffen          | 1983      | 23  |                    |                           |            |                 |
|                  | 1 min 55 s 64 | Annika Liebs            | 1979      | 27  |                    |                           |            |                 |
| 7 min 50 s 37    |               |                         |           |     | France             | Jeux olympiques (s)       | Pékin      | 13 août 2008    |
|                  | 1 min 58 s 27 | Alena Popchanka         | 1979      | 29  |                    |                           |            |                 |
|                  | 1 min 58 s 92 | Céline Couderc          | 1983      | 25  |                    |                           |            |                 |
|                  | 1 min 57 s 32 | Camille Muffat          | 1989      | 19  |                    |                           |            |                 |
|                  | 1 min 55 s 86 | Coralie Balmy           | 1985      | 23  |                    |                           |            |                 |
| 7 min 49 s 76    |               |                         |           |     | Italie             | Jeux olympiques (f)       | Pékin      | 14 août 2008    |
|                  | 1 min 58 s 31 | Renata Fabiola Spagnolo | 1989      | 19  |                    |                           |            |                 |
|                  | 1 min 56 s 68 | Alessia Filippi         | 1987      | 21  |                    |                           |            |                 |
|                  | 1 min 59 s 80 | Flavia Zoccari          | 1986      | 22  |                    |                           |            |                 |
|                  | 1 min 54 s 97 | Federica Pellegrini     | 1988      | 20  |                    |                           |            |                 |
| 7 min 49 s 04    |               |                         |           |     | Royaume-Uni        | Championnats du monde (s) | Rome       | 30 juillet 2009 |
|                  | 1 min 57 s 54 | Caitlin McClatchey      |           |     |                    |                           |            |                 |
|                  | 1 min 56 s 45 | Jazmin Carlin           |           |     |                    |                           |            |                 |
|                  | 1 min 58 s 15 | Hannah Miley            |           |     |                    |                           |            |                 |
|                  | 1 min 56 s 90 | Rebecca Adlington       |           |     |                    |                           |            |                 |
| 7 min 45 s 51    |               |                         |           |     | Royaume-Uni        | Championnats du monde (f) | Rome       | 30 juillet 2009 |
|                  | 1 min 55 s 98 | Joanne Jackson          |           |     |                    |                           |            |                 |
|                  | 1 min 56 s 78 | Jazmin Carlin           |           |     |                    |                           |            |                 |
|                  | 1 min 56 s 42 | Caitlin McClatchey      |           |     |                    |                           |            |                 |
|                  | 1 min 56 s 33 | Rebecca Adlington       |           |     |                    |                           |            |                 |

## Bassin de 25 mètres
| Temps            | Laps          | Athlète                  | Naissance | Âge | Nationalité | Compétition               | Lieu       | Date             |
| ---------------- | ------------- | ------------------------ | --------- | --- | ----------- | ------------------------- | ---------- | ---------------- |
| 7 min 47 s 14    |               |                          |           |     | Royaume-Uni |                           | Norwich    | 10 août 2001     |
|                  | 1 min 57 s 18 | Karen Legg               | 1978      | 23  |             |                           |            |                  |
|                  | 1 min 58 s 51 | Janine Belton            | 1979      | 22  |             |                           |            |                  |
|                  | 1 min 55 s 59 | Nicola Jackson           | 1984      |     |             |                           |            |                  |
|                  | 1 min 55 s 86 | Karen Pickering          | 1971      | 30  |             |                           |            |                  |
| 7 min 38 s 90 RM |               |                          |           |     | Pays-Bas    | Championnats du monde     | Manchester | 9 avril 2008     |
|                  | 1 min 55 s 36 | Inge Dekker              | 1985      | 23  |             |                           |            |                  |
|                  | 1 min 53 s 44 | Femke Heemskerk          | 1987      | 21  |             |                           |            |                  |
|                  | 1 min 54 s 17 | Marleen Veldhuis         | 1979      | 29  |             |                           |            |                  |
|                  | 1 min 55 s 93 | Ranomi Kromowidjojo      | 1990      | 18  |             |                           |            |                  |
| 7 min 38 s 33    |               |                          |           |     | France      | Championnats du monde (f) | Dubaï      | 15 décembre 2010 |
|                  | 1 min 53 s 17 | Camille Muffat           | 1989      |     |             |                           |            |                  |
|                  | 1 min 53 s 71 | Coralie Balmy            | 1987      |     |             |                           |            |                  |
|                  | 1 min 56 s 24 | Mylène Lazare            | 1987      |     |             |                           |            |                  |
|                  | 1 min 55 s 21 | Ophélie-Cyrielle Étienne | 1990      |     |             |                           |            |                  |
| 7 min 32 s 85 RM |               |                          |           |     | Pays-Bas    | Championnats du monde (f) | Doha       | 3 décembre 2014  |
|                  | 1 min 54 s 73 | Inge Dekker              | 1985      | 29  |             |                           |            |                  |
|                  | 1 min 51 s 22 | Femke Heemskerk          | 1987      | 27  |             |                           |            |                  |
|                  | 1 min 54 s 17 | Ranomi Kromowidjojo      | 1990      | 24  |             |                           |            |                  |
|                  | 1 min 52 s 73 | Sharon van Rouwendaal    | 1993      | 21  |             |                           |            |                  |